# Ljungs landskommun, Östergötland
Ljungs landskommun var en tidigare kommun i Östergötlands län.

## Administrativ historik
Den 1 januari 1863, när kommunalförordningarna började tillämpas, skapades över hela riket cirka 2 500 kommuner, varav 89 städer, 8 köpingar och resten landskommuner. Då inrättades i Ljungs socken i Gullbergs härad i Östergötland denna kommun.
År 1952 genomfördes den första av 1900-talets två genomgripande kommunreformer i Sverige. Då upphörde Ljungs kommun genom sammanläggning med  Vreta klosters landskommun. Denna i sin upphörde år 1971 för att ingå i  Linköpings kommun.

## Politik

### Mandatfördelning i valen 1938-1946
| 12 | 3 | 3 | 2 |

| 19 |

| 1 | 11 | 6 | 2 |

| 20 |

| 11 | 2 | 5 | 2 |

| 20 |